# San Agustín (Spagna)
San Agustín è un comune spagnolo di 127 abitanti situato nella comunità autonoma dell'Aragona.